# Margaret Nakhla
Margaret Nakhla, (in arabo مرجريت نخلة‎?, anche Marguerite Nakhla), (Alessandria d'Egitto, 12 ottobre 1908 – Alessandria d'Egitto, 30 settembre 1977), è stata una pittrice e artista egiziana.

## Biografia
Margaret Nakhlaha (1908-1977) fa parte della seconda generazione di artisti moderni egiziani; ha studiato pittura e arte muraria a Parigi. È considerata una tra le più rilevanti artiste espressioniste arabe.

## Premi
Tra i più importanti:
- 1931: Medaglia d'argento alla mostra agro-industriale egiziana.
- 1932: Medaglia d'oro dell'Associazione delle Belle Arti di Alessandria d'Egitto.
- 1937: Medaglia per la pittura all'Esposizione Internazionale di Parigi.
- 1959: Primo premio del Salone del Cairo.